# Cappuccini di Sarrià

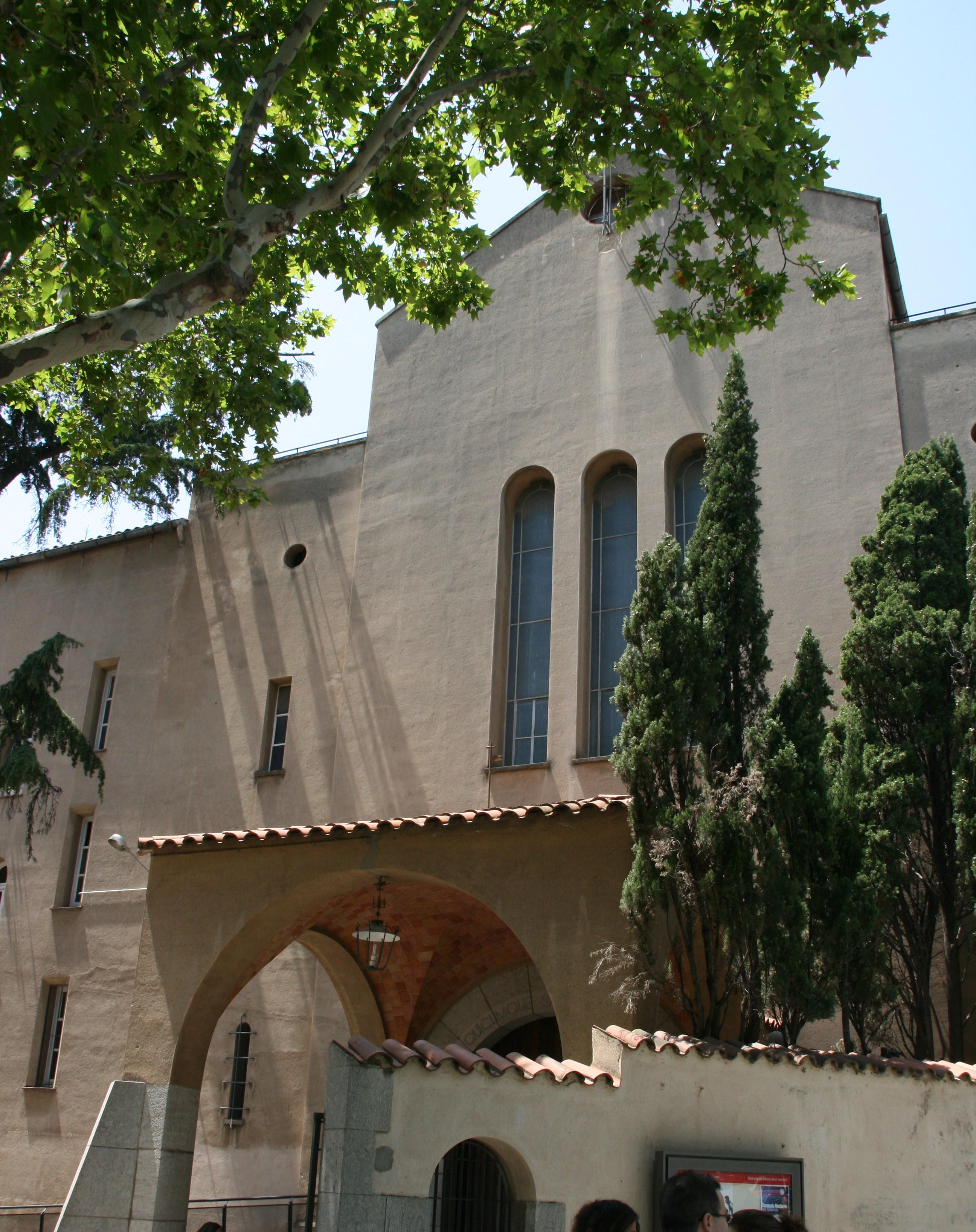
Facciata della chiesa dei Cappuccini di Sarrià

I Caputxins de Sarrià (Cappuccini di Sarrià) sono una comunità dell'Ordine dei frati minori cappuccini che si insediò a Barcellona nel 1578 su richiesta del Consell de Cent (organo di governo municipale antico di Barcellona), nonostante l'opposizione del re Filippo II. 

## Storia

### Inizio

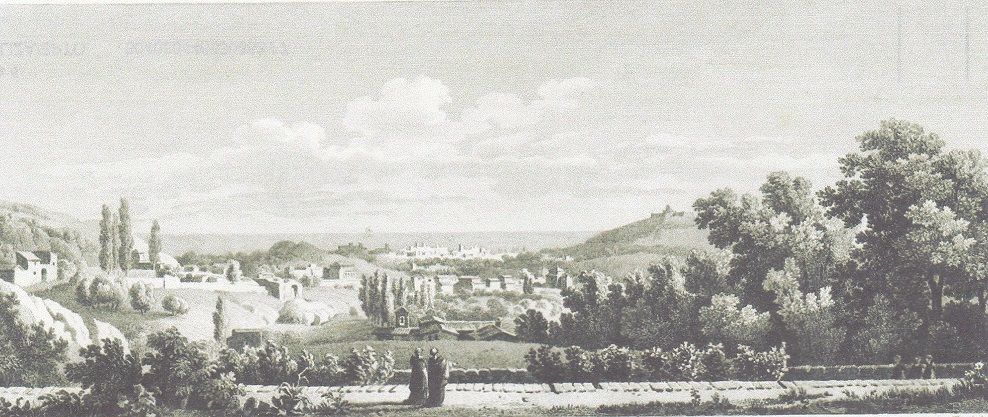
Vista di Barcelona dal convento dei Cappuccini al Deserto di Sarrià

Su richiesta del Consell de Cent nel 1578 vennero dall'Italia alcuni Cappuccini, che si insediarono provvisoriamente nell'eremo di Santa Madrona di Montjuïc. Trascorso lì qualche tempo, essi andarono a Sant Gervasi de Cassoles e poi, in quello stesso anno, in un luogo chiamato il Deserto di Sarrià, dove si trovava l'eremo di Santa Eulalia, costruito nel XV secolo. Il luogo era chiamato "deserto" per indicare il fatto che fosse disabitato; inoltre si credeva che li fosse nata e vissuta la stessa Santa Eulalia. Dunque, nello stesso 1578, il luogo fu donato ai frati cappuccini, affinché vi fondassero un convento, che fu il primo della penisola iberica dell'ordine. Questo convento coesistette con quello di Montcalvari, fondato fuori delle mura di Barcellona. Nell'assedio del 1714, durante la Guerra di successione spagnola, il convento fu occupato dall'esercito, ma i Cappuccini poterono restare per il servizio religioso e il luogo fu rispettato.
Il convento di Sarrià sparì nel 1835 a causa della confisca dei beni della Chiesa durante la Desamortización di Mendizábal. I suoi terreni furono acquistati dall'italiano Enrico Misley, che li ottenne senza spiegazione logica.

### Restaurazione
Dopo alcuni anni e vari tentativi infruttuosi di recuperare l'antico convento, una famiglia di Sarrià, i Ponsich, fecero dono dei terreni su cui attualmente sorge il nuovo convento, che si cominciò a costruire nel 1887. Dopo il 1900, diventò la sede della curia provinciale, casa di studi e centro di irradiazione culturale frequentato da intellettuali dell'inizio del ventesimo secolo in Catalogna, come Josep Carner, Carles Riba, Jaume Bofill i Mates, Francesc Pujols e Francesc Cambó. Il convento fu inoltre un  importante centro di studi biblici, grazie alla presenza di figure come Antoni M. de Barcelona oppure Marc de Castellví. Il padre Miquel d'Esplugues fu presidente della Fondazione Biblica Catalana, che, tra gli altri lavori, fece la traduzione della Bibbia in catalano. Questa versione fu quasi contemporanea dell'altra, quella del Monastero di Montserrat.
Il su citato Miquel d'Esplugues fondò nel 1907 e diresse anche la rivista Estudios Franciscanos, che si pubblica ancora, dopo una breve parentesi nella Guerra civile spagnola. Fondò anche nel 1925 la prima rivista catalana di filosofia, Criterion (1925-1936). 

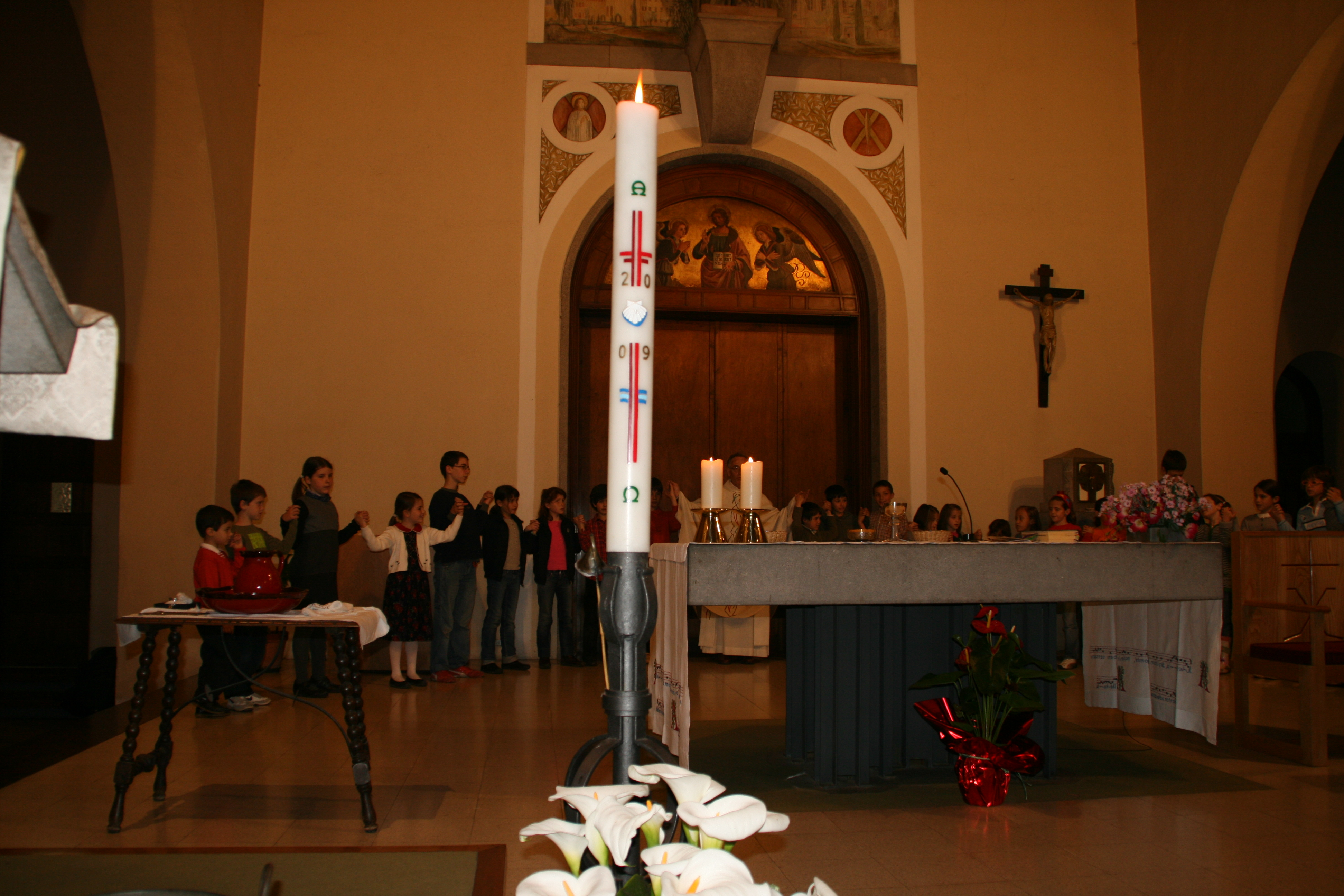
Interno della chiesa dei Cappuccini di Sarrià

Nel 1936 il convento fu bruciato e saccheggiato dalle milizie degli anarchici, ma i vicini aiutarono a salvare una grande parte della biblioteca. Nel 1939 cominciò la restaurazione sotto la direzione dell'architetto Pere Benavent. Si pubblicò di nuovo dal 1948 la rivista Estudios Franciscanos con editore  Basili de Rubí. Si tornò a pubblicare dopo la Guerra Civile nel 1959 anche Criterion, ora come collezione di temi filosofici e religiosi, grazie a Basili de Rubí; e il suo successore, per poco tempo, fu Àlvar Maduell. La collezione sarebbe dovuta essere in linea di principio una rivista, ma le leggi di stampa del ministro Manuel Fraga Iribarne non lo permisero, e la rivista chiuse nel 1969.
Durante gli anni cinquanta del ventesimo secolo, e per iniziativa del frate Basili de Rubí, nacque l'associazione Franciscalia con autorizzazione canonica e fini di spiritualità e cultura. Ebbe collaboratori laici importanti come Roc Llorens, Josep M. Piñol, Jordi Maragall e Tomás Carreras Artau, tra gli altri.
Nel 1966 nel convento si tenne una riunione di studenti, conosciuta come la Caputxinada, dove si costituì il Sindicat Democràtic d'Estudiants de la Universitat de Barcelona (SDEUB - Sindacato di Studenti dell'Università di Barcellona). L'iniziativa della polizia, che circondò il convento per tre giorni, originò un ampio sostegno popolare per i Cappuccini che ebbe anche ripercussione internazionale.
Sotto l'altare di una cappella, in un'urna, ci sono le spoglie mortali di nove dei ventisei (gli altri non si sono ritrovati) martiri cappuccini dall'inizio della guerra civile spagnola. Questi furono beatificati il 21 novembre di 2015 nella Cattedrale di Barcellona.
All'inizio del ventunesimo secolo, il convento di Sarrià è la sede del Museo Etnografico Missionale, della Biblioteca Ispano-cappuccina e dell'Archivio Provinciale dei Cappuccini della Catalogna e Baleari, tra gli altri. Nel 2006 ricevette la Medaglia d'Onore di Barcellona.

## Cappuccini illustri

### Missionari
- Josep Busquets i Quintana
- Camil Plàcid Crous i Salichs
- Maties Solà i Farell
- Francesc Xavier Vilà i Mateu

### Filosofi
- Miquel d'Esplugues
- Jordi Llimona i Barret

### Storici
- Basili de Rubí
- Nolasc del Molar
- Martí de Barcelona
- Valentí Serra de Manresa

### Teologi
- Joan Botam i Casals
- Esteve Blanch i Busquets

### Biblisti
- Antoni Maria de Barcelona.
- Marc de Castellví.
- Frederic Raurell.
- Enric Cortès.
- Jordi Cervera.

## Pubblicazioni
- Estudios Franciscanos. È una rivista di studi ecclesiastici e francescani fondata da Miquel d'Esplugues nel 1907. Ne fu interrotta la pubblicazione nel 1936 e la si riprese nel 1948. All'inizio del ventunesimo secolo, è l'organo scientifico di ricerca di tutte le provincie cappuccine di Spagna e del Portogallo. Pubblica articoli in tutte le lingue parlate nella Penisola iberica.
- Catalunya Franciscana. Nasce l'anno 1926 in relazione all'Ordine francescano secolare. Il direttore attuale è Josep Manuel Vallejo.